# Мітраков Іван Лукич
Іван Лукич Мітраков (15 жовтня 1905, село Снопоть Брянського повіту Орловської губернії, тепер Рогнединського району Брянської області, Російська Федерація — 1995, місто Москва, Російська Федерація) — радянський діяч, голова виконавчого комітету Свердловської обласної ради депутатів трудящих, народний комісар промисловості будівельних матеріалів РРФСР, заступник міністра внутрішніх справ СРСР, начальник ГУ БДП МВС СРСР «Дальбуд». Депутат Верховної Ради СРСР 1-го скликання (1941—1946).

## Біографія
Народився в селянській родині. У 1917 році закінчив чотирикласну сільську школу, в 1925 році — школу II ступеня. Працював завідувачем хати-читальні. У жовтні 1925 — грудні 1927 року — завідувач волосного відділу народної освіти в Брянській губернії.
У грудні 1927 — грудні 1928 року — служба в дивізії особливого призначення імені Дзержинського військ ОДПУ.
У грудні 1928 — березні 1929 року — робітник кришталевого заводу в місті Дятьково Брянської губернії. У березні 1929 — жовтні 1930 року — завідувач організаційно-інструкторського відділу, голова заводського комітету Сукремльського чавунно-ливарного заводу Західної області.
Член ВКП(б) з липня 1929 року.
У жовтні 1930 — січні 1931 року — відповідальний секретар заводського осередку ВКП(б) Сукремльського чавунно-ливарного заводу Західної області.
У січні 1931 — січні 1932 року — завідувач агітаційно-масового відділу Людиновського районного комітету ВКП(б) Західної області.
У січні — червні 1932 року — студент факультету шахтного будівництва Томського гірничого інституту, закінчив перший курс.
У червні — вересні 1932 року — завідувач відділу кадрів Смоленського торф'яного тресту.
У вересні 1932 — липні 1937 року — студент факультету шахтного будівництва Московського гірничого інституту імені Сталіна.
У вересні 1937 — січні 1939 року — директор Свердловського гірничого інституту.
У січні — лютому 1939 року — завідувач промислово-транспортного відділу Свердловського обласного комітету ВКП(б).
2 березня 1939 — 21 червня 1942 року — голова виконавчого комітету Свердловської обласної ради депутатів трудящих.
У червні — грудні 1942 року — народний комісар промисловості будівельних матеріалів Російської РФСР.
22 грудня 1942 — березень 1946 року — заступник голови Державного планового комітету при РНК СРСР.
30 березня 1946 — 20 серпня 1949 року — 1-й заступник міністра промисловості будівельних матеріалів СРСР.
20 серпня 1949 — 11 березня 1953 року — заступник міністра внутрішніх справ СРСР. Одночасно 30 вересня 1950 — лютий 1956 року — начальник Головного управління будівництва Далекої Півночі («Дальбуду») Міністерства внутрішніх справ СРСР (з 1953 року — Міністерства кольорової металургії СРСР). Одночасно з 30 листопада 1951 року — начальник Управління північно-східних виправно-трудових таборів Головного управління виправно-трудових таборів і колоній МВС СРСР.
7 лютого 1956 — жовтень 1959 року — заступник голови Комітету у справах винаходів і відкриттів при РМ СРСР. У жовтні 1959 — грудні 1969 року — начальник відділу Комітету у справах винаходів і відкриттів при РМ СРСР.
З грудня 1969 року — персональний пенсіонер союзного значення в Москві.

## Звання
- гірничий генеральний директор II-го рангу

## Нагороди
- два ордени Леніна (29.05.1944, 1952)
- медаль «За доблесну працю у Великій Вітчизняній війні 1941—1945 рр.»
- медалі